# اسدالله عالی‌پور
اسدالله عالی‌پور (زاده ۱۳۲۲ - درگذشته ۹ تیر ۱۳۹۱) سیاست‌مدار ایرانی بود، که در دوره اول مجلس شورای اسلامی به‌عنوان نماینده حوزهٔ انتخابیهٔ ایلام، از استان ایلام در مجلس شورای اسلامی حضور داشت.